# Xochicalco
Xochicalco – stanowisko archeologiczne w Meksyku w stanie Morelos, w 1999 roku wpisane na listę światowego dziedzictwa UNESCO. Zachowały się tu ruiny prekolumbijskiego miasta pochodzące z okresu od VII do XIII wieku – cokoły świątyń, ołtarzy, pałaców i placów do obrzędowej gry w piłkę. Do najważniejszych zabytków zalicza się kwadratowy cokół świątyni z płytami reliefowymi z wizerunkami pierzastych węży, dostojników i kapłanów.